# The Scary Door
The Scary Door is een fictieve televisieserie in de animatieserie Futurama. Daarmee is het een show-within-a-show, samen met All My Circuits, Everybody Loves Hypnotoad, Good Morning Earth, en Late Night with Humorbot 5.0. De Scary Door is een parodie op The Twilight Zone.

## Algemeen overzicht
Een aflevering van The Scary Door' duurt minder dan een minuut. Elke aflevering bevat een humoristische parodie op vreemde of griezelige verhalen, vaak gebaseerd op afleveringen van The Twilight Zone.

## Afleveringen
In de loop van de serie werden drie afleveringen van “The Scary Door” getoond.

### The Last Man
Deze aflevering was te zien in "A Head in the Polls", en is een parodie op de Twilight Zone aflevering "Time Enough at Last".
De plot draait om de laatste man op Aarde in een post-apocalyptische wereld. Hij vindt de ruïnes van een bibliotheek en is blij dat hij eindelijk alle tijd van de wereld heeft om te lezen. Dan valt zijn bril op de grond en breekt, waarop hij de klassieke zin uit de originele Twilight Zone aflevering schreeuwt: "It's not fair!". Hij beseft al snel dat hij nog steeds de boeken met grote letters kan lezen, maar zodra hij er een pakt vallen zijn ogen uit zijn kassen. Hij probeert vervolgens een boek in braille te lezen, maar zijn handen breken af zodra hij dit probeert. Hij begint te schreeuwen, maar zijn schreeuw wordt onderbroken omdat zijn tong ook loslaat.

### The Gambler
Deze aflevering werd gezien in "I Dated a Robot". De plot is vooral een referentie naar de Twilight Zone afleveringen "The Fever", "A Nice Place to Visit", "Nightmare at 20,000 Feet", en "The Man in the Bottle". Verder bevat de aflevering referenties naar de horrorfilm The Fly.
De plot draait om Clyde Smith, een professionele gokker. Hij verlaat een casino en wordt overreden door een hoverauto. Als hij later bij komt blijkt hij weer in het casino te zijn. Hij waagt een gokje bij de gokkast voor hem en wint de jackpot. Hij denkt in de hemel te zijn beland, maar nadat hij nog een keer wint begint hij te denken dat hij eigenlijk in de hel zit; telkens winnen neemt immers de spanning van het gokken weg. Een willekeurig persoon loopt naar hem toe, en verteld Clyde dat hij niet in de hemel of hel is, maar in een vliegtuig. Hij schuift een gordijn opzij om Clyde een vliegtuigraam te tonen. Door dit raam ziet Clyde een gremlin op de vleugel van het vliegtuig, die bezig is het toestel te saboteren. Hij probeert de man naast hem te wijzen op het gevaar, maar die gelooft hem niet. In plaats daarvan beweert de man dat Clyde Adolf Hitler is. Hij houdt Clyde een spiegel voor een Clyde ziet in de spiegel inderdaad zichzelf als Hitler. De aflevering eindigt met dat Clyde ontdekt dat Eva Braun naast hem zit. Wanneer hij haar om hulp vraagt, trekt ze een masker af en blijkt de kop van een vlieg te hebben.

### Ultimate Evil
Deze aflevering werd gezien tijdens de aftiteling van "Spanish Fry". Oorspronkelijk zou hij aan het begin van "The Birdbot of Ice-Catraz" moeten zitten.
In een laboratorium houdt een gestoorde wetenschapper een reageerbuisje omhoog met daarin een groene vloeistof. Hij beweert het DNA van de kwaadaardigste dieren ter wereld te hebben gemengd om zo het slechtste wezen ooit te maken. Hij gooit het groene spul in een vreemd apparaat, waaruit vervolgens een man tevoorschijn komt. Deze maakt vervolgens op kalme toon de opmerking dat “de mens het slechtste wezen is”. Deze aflevering is een parodie op de vreemde en onverwachte afloop van veel Twilight Zone afleveringen, waarin een boodschap over de aard van mensen verborgen zit.

## In andere media
In Futurama Comics #28 bezorgt de Planet Express crew iets bij het kantoor van The Scary Door. Wanneer Fry de schrijver vraagt hoe hij aan zijn ideeën komt, maakt deze beken een interdimensionale kijker te gebruiken om in een parallel universum te kijken. In dit alternatieve universum is vrijwel alles hetzelfde als in dit universum op 1ding na, bizarre situaties kunnen daar werkelijk plaatsvinden. Hij schrijft gewoon op wat hij wekelijks ziet. Bender wil graag ook een kijkje nemen in dit universum. Door zijn toedoen wordt crew via de kijker het universum van de Scary Door ingezogen. Hier ontmoet Leela Magere Hein, wordt Fry geraakt door een trein en belandt in iets wat op de hemel lijkt, maar in werkelijkheid de hel is, en krijgt Bender een stopwatch waarmee hij de tijd kan stilzetten.